# Хмільницька міська рада
Хмі́льницька міська́ ра́да — адміністративно-територіальна одиниця та орган місцевого самоврядування у Вінницькій області з адміністративним центром у місті Хмільнику, що має статус міста обласного значення.

## Загальні відомості
- Територія ради: 20 км²
- Населення ради: 28 318 осіб (станом на 1 вересня 2015 року)[1]
- Водоймища на території, підпорядкованій даній раді: річка Південний Буг

## Населені пункти
Міській раді підпорядковані населені пункти:
- м. Хмільник

## Склад ради
Рада складається з 34 депутатів та голови.
- Голова ради: Юрчишин Микола Васильович

### Керівний склад попередніх скликань
| Прізвище, ім'я, по батькові | Основні відомості                                                                          | Дата обрання | Дата звільнення |
| --------------------------- | ------------------------------------------------------------------------------------------ | ------------ | --------------- |
| Грушко Василь Пилипович     | Міський голова, 1947 року народження, освіта вища, член Політичної партії «Сильна Україна» | 31.10.2010   | 25.10.2015      |
| Редчик Сергій Борисович     | Міський голова, 1962 року народження, освіта вища, безпартійний                            | 25.10.2015   |                 |

Примітка: таблиця складена за даними сайту ЦВК

### Депутати VII скликання
За результатами місцевих виборів 2015 року депутатами ради стали:

#### За суб'єктами висування
| Суб'єкт висування                                       | Кількість обраних депутатів | %     |
| ------------------------------------------------------- | --------------------------- | ----- |
| Партія Блок Петра Порошенка «Солідарність»              | 6                           | 17.65 |
| Політична партія Всеукраїнське об'єднання «Батьківщина» | 6                           | 17.65 |
| Політична партія «Нова політика»                        | 4                           | 11.76 |
| Політична партія Всеукраїнське об'єднання «Свобода»     | 4                           | 11.76 |
| Політична партія Громадський рух «Народний контроль»    | 4                           | 11.76 |
| Політична партія Єдиний Центр                           | 3                           | 8.82  |
| Політична партія «Європейська партія України»           | 3                           | 8.82  |
| Аграрна партія України                                  | 2                           | 5.88  |
| Радикальна партія Олега Ляшка                           | 2                           | 5.88  |

#### За округами
| № округу                                                | Прізвище, ім'я, по батькові        | Дата нар.  | Освіта              | Партійна приналежність                                        | Відомості |
| ------------------------------------------------------- | ---------------------------------- | ---------- | ------------------- | ------------------------------------------------------------- | --- |
| ПАРТІЯ "БЛОК ПЕТРА ПОРОШЕНКА «СОЛІДАРНІСТЬ»             |                                    |            |                     |                                                               | |
| пк                                                      | Вусатюк Людмила Петрівна           | 06.01.1967 | вища                | член ПАРТІЇ "БЛОК ПЕТРА ПОРОШЕНКА «СОЛІДАРНІСТЬ»              | НВК: ЗШ I-III ст. — гімназія № 1, учитель                                                                        |
| 31                                                      | Ткач Олександр Сергійович          | 01.05.1964 | вища                | безпартійний                                                  | Товариство з Обмеженою Відповідальністю санаторій «Поділля», завідувач відділення                                |
| 24                                                      | Гончаренко Олександр Олександрович | 12.11.1981 | вища                | безпартійний                                                  | Фермерське господарство «ВЕЛЕС АРС», голова                                                                      |
| 8                                                       | Монастирська Алла Станіславівна    | 15.12.1975 | вища                | член ПАРТІЇ "БЛОК ПЕТРА ПОРОШЕНКА «СОЛІДАРНІСТЬ»              | Хмільницька обласна фізіотерапевтична лікарня, заступник головного лікаря                                        |
| 1                                                       | Бабій Олег Олегович                | 10.10.1990 | вища                | безпартійний                                                  | Вінницька обласна клінічна лікарня ім. М. І. Пирогова, лікар-інтерн                                              |
| 4                                                       | Цюрпіта Олександр Михайлович       | 19.08.1972 | вища                | член ПАРТІЇ "БЛОК ПЕТРА ПОРОШЕНКА «СОЛІДАРНІСТЬ»              | Приватне підприємство «УкрЄвро-експорт», директор                                                                |
| політична партія Всеукраїнське об'єднання «Батьківщина» |                                    |            |                     |                                                               | |
| пк                                                      | Долін Олег Юрійович                | 29.06.1968 | професійно-технічна | член політичної партії Всеукраїнське об'єднання «Батьківщина» | пенсіонер |
| 5                                                       | Квік Ігор Романович                | 04.03.1979 | вища                | член політичної партії Всеукраїнське об'єднання «Батьківщина» | Управління експлуатації газового господарства, головний інженер                                                  |
| 18                                                      | Гуцалюк Олена Миколаївна           | 19.03.1962 | вища                | член політичної партії Всеукраїнське об'єднання «Батьківщина» | МПВКП «Шарм», директор                                                                                           |
| 32                                                      | Тихонов Володимир Володимирович    | 17.02.1954 | загальна середня    | член політичної партії Всеукраїнське об'єднання «Батьківщина» | пенсіонер |
| 13                                                      | Корнієнко Віталій Володимирович    | 20.12.1983 | вища                | член політичної партії Всеукраїнське об'єднання «Батьківщина» | ТОВ «Макарді», економіст                                                                                         |
| 16                                                      | Шаталова Людмила Юріївна           | 18.01.1963 | професійно-технічна | член політичної партії Всеукраїнське об'єднання «Батьківщина» | пенсіонер |
| політична партія Всеукраїнське об'єднання «Свобода»     |                                    |            |                     |                                                               | |
| пк                                                      | Поліщук Олександр Володимирович    | 17.04.1978 | вища                | член політичної партії Всеукраїнське об'єднання «Свобода»     | Приватне підприємство «Вінастеріск», директор                                                                    |
| 22                                                      | Кондратовець Юрій Григорович       | 21.10.1974 | вища                | безпартійний                                                  | Приватне підприємство «С-МЕДІКАЛ СЕРВІС», головний бухгалтер                                                     |
| 27                                                      | Кулак Тетяна Олександрівна         | 04.11.1957 | вища                | безпартійна                                                   | пенсіонер |
| 30                                                      | Мироненко Оксана Вікторівна        | 27.03.1967 | вища                | безпартійна                                                   | Хмільницька ЦРЛ, лікар-рентгенолог                                                                               |
| ПОЛІТИЧНА ПАРТІЯ "ГРОМАДСЬКИЙ РУХ «НАРОДНИЙ КОНТРОЛЬ»   |                                    |            |                     |                                                               | |
| пк                                                      | Околодько Олександр Павлович       | 20.02.1977 | вища                | член ПОЛІТИЧНОЇ ПАРТІЇ "ГРОМАДСЬКИЙ РУХ «НАРОДНИЙ КОНТРОЛЬ»   | Міськрайонна редакція газети «Життєві обрії», відповід. секретар                                                 |
| 29                                                      | Прокопович Юрій Іванович           | 15.05.1959 | вища                | безпартійний                                                  | ЖЕК, начальник                                                                                                   |
| 33                                                      | Іваниця Василь Іванович            | 26.12.1960 | вища                | безпартійний                                                  | ЗОШ№ 4, директор                                                                                                 |
| 15                                                      | Шевченко Юрій Павлович             | 29.10.1971 | загальна середня    | безпартійний                                                  | приватний підприємець                                                                                            |
| Політична партія «НОВА ПОЛІТИКА»                        |                                    |            |                     |                                                               | |
| пк                                                      | Грушко Василь Васильович           | 04.05.1984 | вища                | член Політичної партії «НОВА ПОЛІТИКА»                        | Управління ветеринарної медицини у Хмільницькому району, начальник управління                                    |
| 7                                                       | Терещук Руслан Васильович          | 02.11.1987 | вища                | член Політичної партії «НОВА ПОЛІТИКА»                        | тимчасово не працює                                                                                              |
| 3                                                       | Бялківський Олег Вацлавович        | 07.04.1968 | професійно-технічна | член Політичної партії «НОВА ПОЛІТИКА»                        | приватний підприємець                                                                                            |
| 28                                                      | Бублик Юрій Петрович               | 03.08.1982 | вища                | член Політичної партії «НОВА ПОЛІТИКА»                        | ДП «Клінічний санаторій Хмільник», завідувач відділення                                                          |
| Політична партія «Європейська партія України»           |                                    |            |                     |                                                               | |
| пк                                                      | Мороз Анатолій Анатолійович        | 15.02.1975 | вища                | член Політичної партії «Європейська партія України»           | Структурний підрозділ у місті Хмільнику Вінницької обласної громадської організації «Народний адвокат», керівник |
| 25                                                      | Дроненко Валентина Володимирівна   | 18.08.1971 | вища                | член Політичної партії «Європейська партія України»           | ПП «юридична фірма -адвокат», директор                                                                           |
| 10                                                      | Копиця Віктор Григорович           | 17.01.1979 | вища                | член Політичної партії «Європейська партія України»           | Юрист на громадських засадах соціальної програми «Народний адвокат», юрист консультант                           |
| політична партія Єдиний Центр                           |                                    |            |                     |                                                               | |
| пк                                                      | Кубряк Олександр Васильович        | 20.04.1971 | вища                | член політичної партії Єдиний Центр                           | приватний підприємець                                                                                            |
| 31                                                      | Рябоконь Юрій Леонідович           | 13.10.1982 | вища                | член політичної партії Єдиний Центр                           | приватний підприємець                                                                                            |
| 20                                                      | Подольський Леонід Іванович        | 29.06.1958 | вища                | член політичної партії Єдиний Центр                           | Колгоспний ринок Хмільницької РСС, директор                                                                      |
| Аграрна партія України                                  |                                    |            |                     |                                                               | |
| пк                                                      | Матяш Віталій Михайлович           | 20.03.1973 | вища                | член Аграрної партії України                                  | Інститут кормів та сільського господарства Поділля НААН, науковий співробітник                                   |
| 14                                                      | Коляда Володимир Михайлович        | 10.12.1968 | загальна середня    | безпартійний                                                  | приватний підприємець                                                                                            |
| Радикальна партія Олега Ляшка                           |                                    |            |                     |                                                               | |
| пк                                                      | Крепкий Павло Васильович           | 02.10.1984 | вища                | член Радикальної партії Олега Ляшка                           | тимчасово не працює                                                                                              |
| 28                                                      | Ваховський Сергій Вікторович       | 26.08.1964 | вища                | безпартійний                                                  | тимчасово не працює                                                                                              |

### Депутати VI скликання
За результатами місцевих виборів 2010 року депутатами ради стали:

#### За суб'єктами висування
| Суб'єкт висування                                       | Кількість обраних депутатів | %    |
| ------------------------------------------------------- | --------------------------- | ---- |
| Політична партія Всеукраїнське об'єднання «Батьківщина» | 15                          | 37,5 |
| Партія регіонів                                         | 10                          | 25   |
| Єдиний Центр                                            | 3                           | 7,5  |
| Партія промисловців і підприємців України               | 3                           | 7,5  |
| Політична партія Всеукраїнська партія «Дітей війни»     | 2                           | 5    |
| Політична партія «Нова політика»                        | 2                           | 5    |
| Політична партія «Фронт Змін»                           | 2                           | 5    |
| Комуністична партія України                             | 1                           | 2,5  |
| Політична партія Конгрес Українських Націоналістів      | 1                           | 2,5  |
| Політична партія «Наша Україна»                         | 1                           | 2,5  |

#### За округами
| № округу                                                | Прізвище, ім'я, по батькові       | Дата визнання обраним | Освіта             | Партійна приналежність                                     | Відомості про обраного депутата |
| ------------------------------------------------------- | --------------------------------- | --------------------- | ------------------ | ---------------------------------------------------------- | --- |
| Єдиний Центр                                            |                                   |                       |                    |                                                            | |
| б/м                                                     | Кубряк Олександр Васильович       | 01.11.2010            | вища               | член Єдиного Центру                                        | корпорація «Подолпромторг», заступник директора |
| б/м                                                     | Денисюк Лілія Аркадіївна          | 01.11.2010            | вища               | позапартійна                                               | управління статистики у Хмільницькому районі, начальник |
| 4                                                       | Каленіченко Сергій Віталійович    | 01.11.2010            | вища               | позапартійний                                              | Хмільницький міськрайонний центр зайнятості, директор |
| Комуністична партія України                             |                                   |                       |                    |                                                            | |
| 16                                                      | Щербина Анатолій Петрович         | 01.11.2010            | вища               | член Комуністичної партії України                          | «Нафтогазмережа», слюсар |
| Партія промисловців і підприємців України               |                                   |                       |                    |                                                            | |
| 11                                                      | Костюк Юрій Володимирович         | 01.11.2010            | середня спеціальна | член Партії промисловців і підприємців України             | приватний підприємець |
| 12                                                      | Владика Сергій Михайлович         | 01.11.2010            | середня спеціальна | член Партії промисловців і підприємців України             | приватний підприємець |
| 17                                                      | Бабюк Микола Миколайович          | 01.11.2010            | вища               | член Партії промисловців і підприємців України             | Хмільницька районна дитячо-юнацька спортивна школа, тренер |
| Партія регіонів                                         |                                   |                       |                    |                                                            | |
| б/м                                                     | Мельничук Володимир Іванович      | 01.11.2010            | вища               | позапартійний                                              | Хмільницька міська рада, голова |
| б/м                                                     | Король Сергій Андрійович          | 01.11.2010            | вища               | член Партії регіонів                                       | Хмільницька технічна школа товариства сприяння обороні України, директор                                                                                              |
| б/м                                                     | Шеремета Володимир Миколайович    | 01.11.2010            | вища               | член Партії регіонів                                       | приватний підприємець |
| б/м                                                     | Редчик Сергій Борисович           | 01.11.2010            | вища               | позапартійний                                              | Хмільницька міська рада, управління праці та соціального захисту населення, заступник міського голови, начальник УПЗН                                                 |
| б/м                                                     | Реп'ях Олександр Анатолійович     | 01.11.2010            | вища               | член Партії регіонів                                       | приватний підприємець |
| 1                                                       | Луков Дмитро Стахович             | 01.11.2010            | вища               | позапартійний                                              | пенсіонер |
| 2                                                       | Гуцалюк Сергій Олександрович      | 01.11.2010            | вища               | член Партії регіонів                                       | пенсіонер |
| 6                                                       | Дубчак Світлана Петрівна          | 01.11.2010            | вища               | член Партії регіонів                                       | Хмільницька ЦРЛ, завідувачка терапевтичного відділення поліклініки |
| 8                                                       | Загіка Володимир Михайлович       | 01.11.2010            | вища               | позапартійний                                              | дочірнє підприємство «Хмільникводоканал», начальник |
| 19                                                      | Барабаш Михайло Васильович        | 01.11.2010            | вища               | позапартійний                                              | Хмільницька ЦРЛ, заступник головного лікаря по амбулаторно — поліклінічній роботі                                                                                     |
| Політична партія "Всеукраїнська партія «Дітей війни»    |                                   |                       |                    |                                                            | |
| б/м                                                     | Терещенко Вадим Альбертович       | 01.11.2010            | вища               | член Політичної партії "Всеукраїнська партія «Дітей війни» | ПП «Атлант», директор |
| б/м                                                     | Шлапак Василь Павлович            | 01.11.2010            | вища               | член Політичної партії "Всеукраїнська партія «Дітей війни» | РДА, начальник відділу культури |
| Політична партія Всеукраїнське об'єднання «Батьківщина» |                                   |                       |                    |                                                            | |
| б/м                                                     | Павлюк Володимир Степанович       | 01.11.2010            | вища               | член Всеукраїнського об'єднання «Батьківщина»              | приватний підприємець |
| б/м                                                     | Карпенко Тетяна Іванівна          | 01.11.2010            | вища               | член Всеукраїнського об'єднання «Батьківщина»              | ПП «Дежав'ю», директор |
| б/м                                                     | Долін Олег Юрійович               | 01.11.2010            | вища               | член Всеукраїнського об'єднання «Батьківщина»              | пенсіонер |
| б/м                                                     | Попов Олександр Олександрович     | 01.11.2010            | вища               | член Всеукраїнського об'єднання «Батьківщина»              | ПП «Ексклюзив», директор |
| б/м                                                     | Галаченко Вікторія Віталіївна     | 01.11.2010            | вища               | член Всеукраїнського об'єднання «Батьківщина»              | дочірнє підприємство Клінічний санаторій «Хмільник» ЗАТ ЛОЗП України «Укрпрофоздоровниця», заступник головного лікаря з організаційно-методичної роботи та маркетингу |
| б/м                                                     | Шиманський Михайло Олександрович  | 01.11.2010            | вища               | член Всеукраїнського об'єднання «Батьківщина»              | пенсіонер |
| 3                                                       | Храповіцька Галина Казимирівна    | 01.11.2010            | вища               | член Всеукраїнського об'єднання «Батьківщина»              | Хмільницька загальноосвітня середня школа № 1, директор |
| 5                                                       | Котик Олег Миколайович            | 01.11.2010            | вища               | член Всеукраїнського об'єднання «Батьківщина»              | Хмільницька ЦРЛ, лікар |
| 7                                                       | Коломієць Костянтин Володимирович | 01.11.2010            | вища               | позапартійний                                              | Хмільницька об'єднана державна податкова інспекція, головний державний податковий інспектор                                                                           |
| 9                                                       | Подольський Леонід Іванович       | 01.11.2010            | вища               | член Всеукраїнського об'єднання «Батьківщина»              | ПХРСТ «Ринок», директор |
| 10                                                      | Аврамчук Андрій Сергійович        | 01.11.2010            | вища               | член Всеукраїнського об'єднання «Батьківщина»              | приватний підприємець |
| 13                                                      | Сомов Олександр Михайлович        | 01.11.2010            | вища               | член Всеукраїнського об'єднання «Батьківщина»              | ПП «Майстер», директор |
| 14                                                      | Брильянт Олена Володимирівна      | 01.11.2010            | вища               | член Всеукраїнського об'єднання «Батьківщина»              | ВАТ «Хмільниксільмаш», начальник планово-економічного відділу |
| 15                                                      | Керсіцький Олександр Петрович     | 01.11.2010            | вища               | позапартійний                                              | пенсіонер |
| 18                                                      | Островська Мирослава Петрівна     | 01.11.2010            | вища               | член Всеукраїнського об'єднання «Батьківщина»              | Хмільницька загальноосвітня середня школа № 4, вчитель |
| Політична партія Конгрес Українських Націоналістів      |                                   |                       |                    |                                                            | |
| 20                                                      | Короліщук Василь Семенович        | 01.11.2010            | вища               | член Конгресу Українських Націоналістів                    | Хмільницька ЦРЛ, завідувач терапевтичного відділення |
| Політична партія «Наша Україна»                         |                                   |                       |                    |                                                            | |
| б/м                                                     | Лісіцин Володимир Олександрович   | 15.12.2010            | середня спеціальна | член Політичної партії «Наша Україна»                      | КП Хмільницьке ЖЕК, начальник КП хмільник ЖЕК |
| Політична партія «Нова політика»                        |                                   |                       |                    |                                                            | |
| б/м                                                     | Грушко Василь Васильович          | 01.11.2010            | вища               | член Політичної партії «Нова політика»                     | Хмільницька міська лікарня ветеринарне медицини, завідувач |
| б/м                                                     | Дреженков Петро Олексійович       | 01.11.2010            | вища               | член Політичної партії «Нова політика»                     | приватний підприємець |
| Політична партія «Фронт Змін»                           |                                   |                       |                    |                                                            | |
| б/м                                                     | Бойко Олександр Віталійович       | 01.11.2010            | незакінчена вища   | член Політичної партії «Фронт Змін»                        | ПП «Хмільникземпроект», директор |
| б/м                                                     | Бонсевич Дмитро Станіславович     | 15.12.2010            | вища               | член Політичної партії «Фронт Змін»                        | |